# Pelvetia canaliculata
Pelvetia canaliculata je běžná hnědá řasa (tedy chaluha), která se vyskytuje na skalnatých pobřežích Evropy, od Islandu po Portugalsko. Dosahuje délky maximálně 15 cm. Potřebuje být určitou část dne na vzduchu, někdy proto dokonce vystupuje až k místu, kde začínají růst krytosemenné rostliny jako trávy. Dlouhou časovou periodu ve vodě totiž nesnáší.